# Andrzej Mosz
Andrzej Mosz (ur. 24 kwietnia 1933, zm. 27 października 2006) – polski dziennikarz, popularyzator nauki.

## Życiorys
Jeden z popularniejszych dziennikarzy dawnej telewizji. Dziennikarskie szlify zdobył w „Sztandarze Młodych”. Pracował w Eurece, miał swoich licznych widzów w magazynie motoryzacyjnym Za kierownicą.
W TVP był zastępcą redaktora naczelnego Macieja Zimińskiego.

## Życie prywatne
Był wnukiem Zygmunta Brynka.